# Hayate X Blade
Hayate X Blade (はやて×ブレード Hayate X Burēdo?), romanizado como Hayate Cross Blade, es una serie de manga escrita e ilustrada por Shizuru Hayashiya. La serie está ambientada en una escuela sólo para chicas donde los combates con espadas son el principal centro de la historia. Fue publicada originalmente por ASCII Media Works en Dengeki Daioh desde noviembre de 2003 hasta mayo de 2008. Luego fue retomada por Shueisha en la revista Ultra Jump a partir de agosto de 2008 hasta julio de 2013, cuando finalmente finalizó con un total de 18 volúmenes tankōbon. Sin embargo, en septiembre de 2013 se comenzó una secuela bajo el nombre de Hayate X Blade 2 también en Ultra Jump. El manga fue licenciado en Estados Unidos por Seven Seas Entertainment hasta el volumen ocho, a causa del cambio de editorial. Varios CD dramas fueron lanzados en Japón por Frontier Works en colaboración con Geneon.

## Argumento
La Academia Tenchi es un instituto solo para chicas. En esta escuela, además de impartir clases normales, también existe un sistema de duelos con espadas denominado "Duelos por estrellas" (星奪り Hoshitori?), en la cual las estudiantes pueden ganar dinero así como también puntos para subir de rango. Las estudiantes participan en equipos de 2 personas.
Hayate Kurogane ingresa a la Academia Tenchi como sustituta de su hermana gemela, Nagi, la cual no puede asistir debido a una lesión. En medio de una escuela llena de duelistas, Hayate trata de no llamar la atención y pasar por desapercibida hasta que su hermana se rehabilite, puesto que no tiene ningún otro propósito que ser una sustituta y de divertirse lo más que pueda. Sin embargo, todo cambia cuando se entera de que su viejo hogar está en peligro gracias a una gran deuda que llevan arrastrando. Debido a esto, decide participar en la Hoshitori para poder ayudar a su viejo orfanato con el dinero que gane en los duelos. Decide aliarse con Mudou Ayana, la cual es una duelista espléndida pero la cual mantiene un estatus de lobo solitario debido a una ruptura que sufrió con su antigua Shinyuu a causa de un accidente.
Al principio Ayana se negará a la petición de Hayate pero gracias a la insistencia de esta y a otras circunstancias, ellas dos terminarán siendo Shinyuus y participando juntas en la Hoshitori.

## Personajes
Hayate Kurogane (黒鉄 はやて Kurogane Hayate?)
 Seiyū: Kurumi Mamiya
El personaje principal de la historia. Ella asiste a la Academia Tenchi como sustituta de su hermana hasta que encuentra su propio motivo para pelear dentro de la Hoshitori. Es el tipo de persona que piensa en como hacer feliz a los demás antes que ella misma, esta actitud con el tiempo viene a darle problemas.
Nagi Kurogane (黒鉄 ナギ Kurogane Nagi?)
La hermana gemela de Hayate. Debido a una lesión ella no puede asistir a la escuela por lo tanto es su hermana la que tiene que asistir como su sustituta hasta que ella se recupere.
Ayana Mudō (無道 綾那 Mudō Ayana?)
 Seiyū: Satsuki Yukino
Al comienzo de la historia es una lobo solitario debido a una ruptura con su anterior Shinyuu. Ayana es conocida por ser muy hábil con la espada y por tener un mal genio además de tener una tendencia de insultar a la gente. Sin embargo esto no significa que ella sea una mala persona solo que ella está rodeada de idiotas que la sacan de quicio, en el fondo ella es una buena persona que aprecia la amistad y la justicia.
Momoka Kibi (吉備 桃香 Kibi Momoka?)
 Seiyū: Makiko Ōmoto
Es la compañera de habitación de Hayate. Ella sería lo más cercano a una persona normal dentro de la serie, una persona con una ambición normal (superarse a sí misma) rodeada de personas un tanto anormales. Al principio de la historia toma el rol de guía para Hayate explicándole las reglas de la Hoshitori, asimismo comienza como un lobo solitario debido a una promesa que más tarde le traerá un gran cambió a su vida.
Isuzu Inugami (犬神 五十鈴 Inugami Isuzu?)
 Seiyū: Mamiko Noto
Una chica con una apariencia aterradora la cual va siguiendo a Momoka con un contrato para volverse su Shinyuu. Debido a su apariencia es una chica con pocos si no es que ningún amigo lo cual va cambiando con el avance de la trama. Posee habilidades sobrenaturales.
Jun Kuga (久我 順 Kuga Jun?)
 Seiyū: Megumi Toyoguchi
Compañera de cuarto de Ayana. Es una ninja pervertida que en cierto modo es igual de hiperactiva que Hayate aunque un poco más centrada. Mientras su Shinyuu estaba en la escuela tenía el deber de protegerla, después de que ella se fuera por un tiempo tomo la responsabilidad de ser un par de una sola persona. A pesar de que ella misma se considera débil, sus habilidades son muy grandes a tal punto de rivalizar (si no es que vencer) a las de Ayana.
Yuuho Shizuma (静馬 夕歩 Shizuma Yuuho?)
 Seiyū: Yuki Matsuoka
Es la Shinyuu de Jun. Parece una chica frágil pero en verdad ella es muy fuerte, aunque su enfermedad no le permite esforzarme mucho.
Akira Mikado (神門 玲 Mikado Akira?)
 Seiyū: Junko Minagawa
Ella podría caer como el personaje tomboy de la Academia, es la Shinyuu de Sae quien junto con ella tienen planeado apoderarse de la Academia y así destruirla. Es una persona fácil de irritar y tiene una personalidad un tanto infantil.
Sae Inori (祈 紗枝 Inori Sae?)
 Seiyū: Shizuka Itou
Una chica bastante tranquila, es muy hábil y muy rápida por lo cual es a menudo comparada con Shizuku (Shinyuu de Hitsugi). Ella es la Shinyuu de Akira. Ella realmente le gusta jugarle bromas a Akira. Comparte el mismo propósito que su Shinyuu el cual es apoderarse de la Academia para así poder cambiar unas cuantas cosas que necesitan ser cambiadas.
Hitsugi Amachi (天地 ひつぎ Amachi Hitsugi?)
 Seiyū: Akiko Yajima
La presidenta del consejo estudiantil, directora de la Academia y administradora. Ella fue la que inició el sistema de duelos dentro de la Academia, además cabe resaltar que es muy hábil con la espada. Posee un carácter infantil y un tanto extravagante, a pesar de que a primera instancia podría parecer temible realmente es todo lo contrario. A lo largo de la historia se le verá ayudando a varias duelistas que merecen ser ayudadas así como castigando (de extrañas formas) a las estudiantes que merecen tener un castigo.
Shizuku Miyamoto (宮本 静久 Miyamoto Shizuku?)
 Seiyū: Miki Nagasawa
Ella es la Shinyuu de Hitsugi así como su mano derecha, posee una velocidad excepcional lo cual, junto con las habilidades de su compañera, las vuelve un dúo duro de vencer. Es la encargada de tocar la campana de la hoshitori.

## Terminología

### = Hoshitori
Reglas básicas
A partir del sonido de la campana, la Hoshitori da comienzo, después de esto, la campana sonara 5 veces en un rango de 3 minutos por campanada, por lo tanto, los duelos tienen un tiempo máximo de 15 minutos. Los participantes no solo se limitan a duelos aleatorios (el primer par que encuentren en el camino), sino que pueden solicitar batallas contra pares específicos o batallas simultáneas que suelen ser conocidas como batallas caos, en estas las reglas cambian, ya que, si el par que las solicitó no logra derrotar a todos sus oponentes, sus puntos son rebajados por la cantidad equivalente a enemigos que tengan.
Dentro de los pares existe la estrella del Cielo (天 Ten?) y la estrella de la Tierra (地 Chi?) también conocida como estrella sombra (影星 Kageboshi?)) las cuales cumplen un rol diferente. La estrella del cielo es la única que puede definir la victoria de la derrota, por lo tanto es la espada ofensiva mientras que la estrella de la Tierra tiende a proteger a su compañera por lo cual es la espada defensiva. Cada estrella solo puede enfrentarse a su estrella rival (cielo vs. cielo, tierra vs. tierra), si la estrella de la tierra es derrotada, debe salir del duelo dejando sola a la estrella del cielo.
La estrella de la Tierra no puede ni siquiera tocar a su compañera una vez que es derrotada o el par será descalificado, al contrario, si ella logra vencer a la Tierra rival, se le permite ayudar a la estrella de Cielo, aunque esta última sigue siendo la única en poder obtener la victoria.
Rangos
El rango más bajo que se muestra es el D, seguido del C hasta llegar al rango S. Se gana ¥ 1.000.000 al aumentar de rango. La Academia esta fraccionada por zonas dependiendo del rango, por lo tanto los estudiantes tienden a combatir dentro del área designada para su rango, presumiblemente por su seguridad. Poco se sabe de estas áreas, ya que están bloqueadas por muros y son custodiadas por varios guardias. Las estudiantes del rango S son parte del consejo estudiantil puesto que la "S" proviene de "Consejo Estudiantil" (生徒会 Seitokai?), las estudiantes que alcanzan este rango llevan un uniforme diferente a las estudiantes normales, además, tienen la posibilidad de retar a la presidenta. Las estudiantes que llegan al rango A o superior tienen la posibilidad de modificar sus armas, volviendo sus espadas más poderosas o más cómodas que las normales.
Shinyuu
Es como se consideran cada una de las integrantes del equipo. Dos personas firman un contrato de hermandad para poder participar en la Hoshitori. Cuando este pacto se disuelve, el número de estrellas que habían adquirido hasta ese momento se divide en partes iguales entre ellos. Por otro lado, si dos estudiantes entran en un pacto con diferente número de estrellas, su rango se ve afectado. Un estudiante de menor rango - emparejando con una estudiante de mayor puntuación - tendrá una posición más alta debido al mayor promedio de puntos obtenidos sin embargo esto es desventajoso para la que tenía mayor posición puesto que sería degradada de rango.

## Media

### Manga
Hayate X Blade comenzó como una serie de manga escrita e ilustrada por Shizuru Hayashiya cuya serialización inicio en la revista shōnen de ASCII Media Works, Dengeki Daioh el 21 de noviembre de 2003 hasta el 21 de mayo de 2008.
El manga fue retomado en la revista Ultra Jump de Shueisha el 19 de agosto de 2008, y continuó hasta julio de 2013. La razón para el cambio no se explica de forma explícita, supuestamente fue debido a "diversas circunstancias". Ocho volúmenes tankōbon fueron lanzados en Japón por ASCII Media Works bajo el sello de Dengeki Comics entre el 26 de junio de 2004 y 26 de enero de 2008, Shueisha también publicó los mismos ocho volúmenes bajo su sello Young Jump Comics ofreciendo nuevas portadas, nuevas descripciones de los personajes y una nueva revisión. Seven Seas fue el encargado de licenciar el manga para su traducción en Inglés y los primeros 6 volúmenes fueron lanzados entre noviembre de 2008 y abril de 2010, sin embargo, por el cambio de editorial, Seven Seas perdió los derechos para continuar publicando los nuevos volúmenes. Una secuela, Hayate X Blade 2, comenzó en septiembre de 2013 en la revista Ultra Jump.

### CD Drama
Tres CDs drama basado en la serie de manga fueron liberados por Frontier Works en colaboración con Geneon entre el 24 de marzo de 2006 y 21 de mayo de 2008. El primer CD Drama cubre los acontecimientos del primer volumen del manga, además de dos temas extras que cubren material original. El segundo CD Drama abarca los principales acontecimientos del festival escolar. El tercer CD Drama cuenta con material original.